# Municipio de Tixkokob

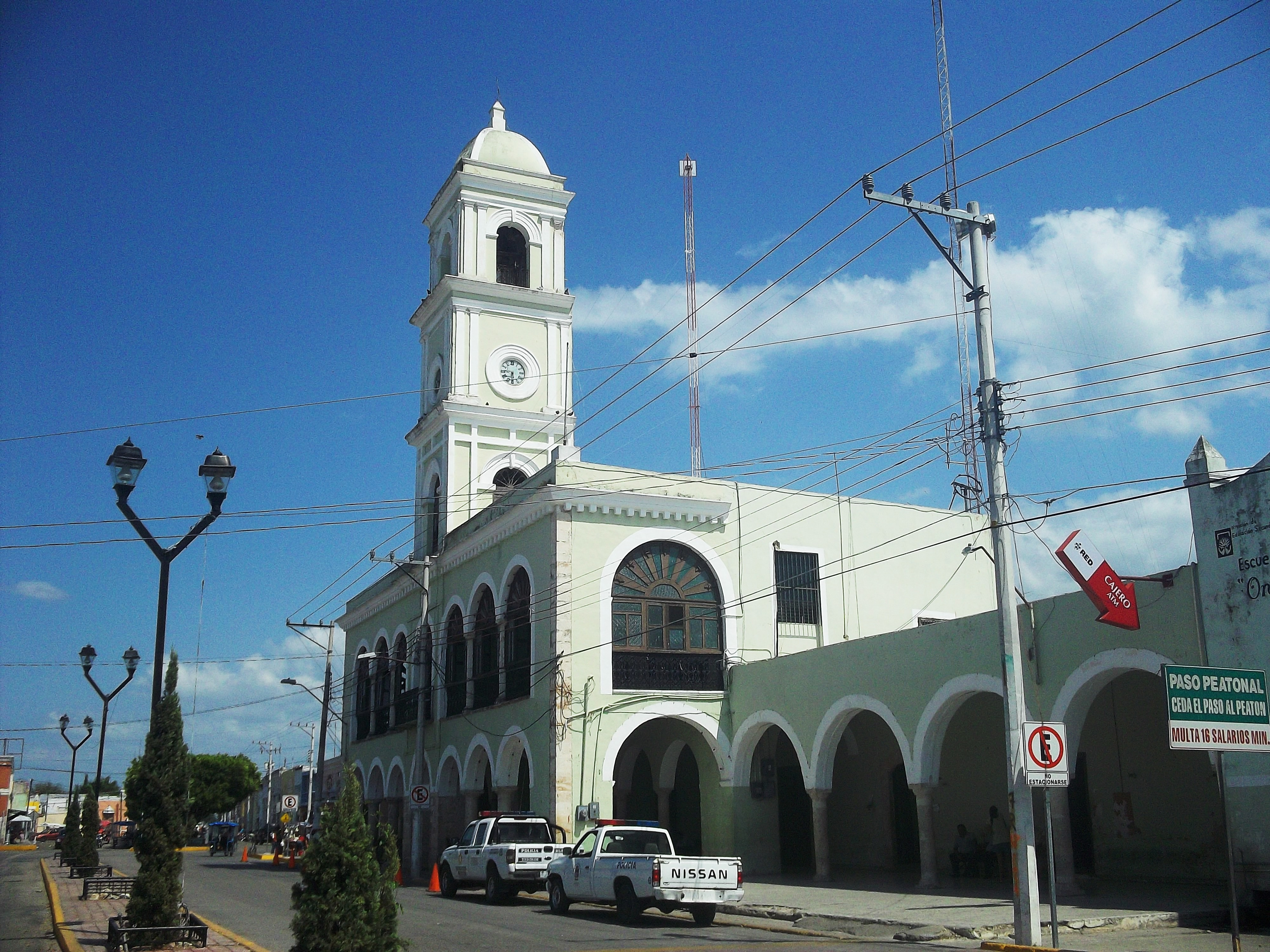
Palacio municipal de Tixkokob.

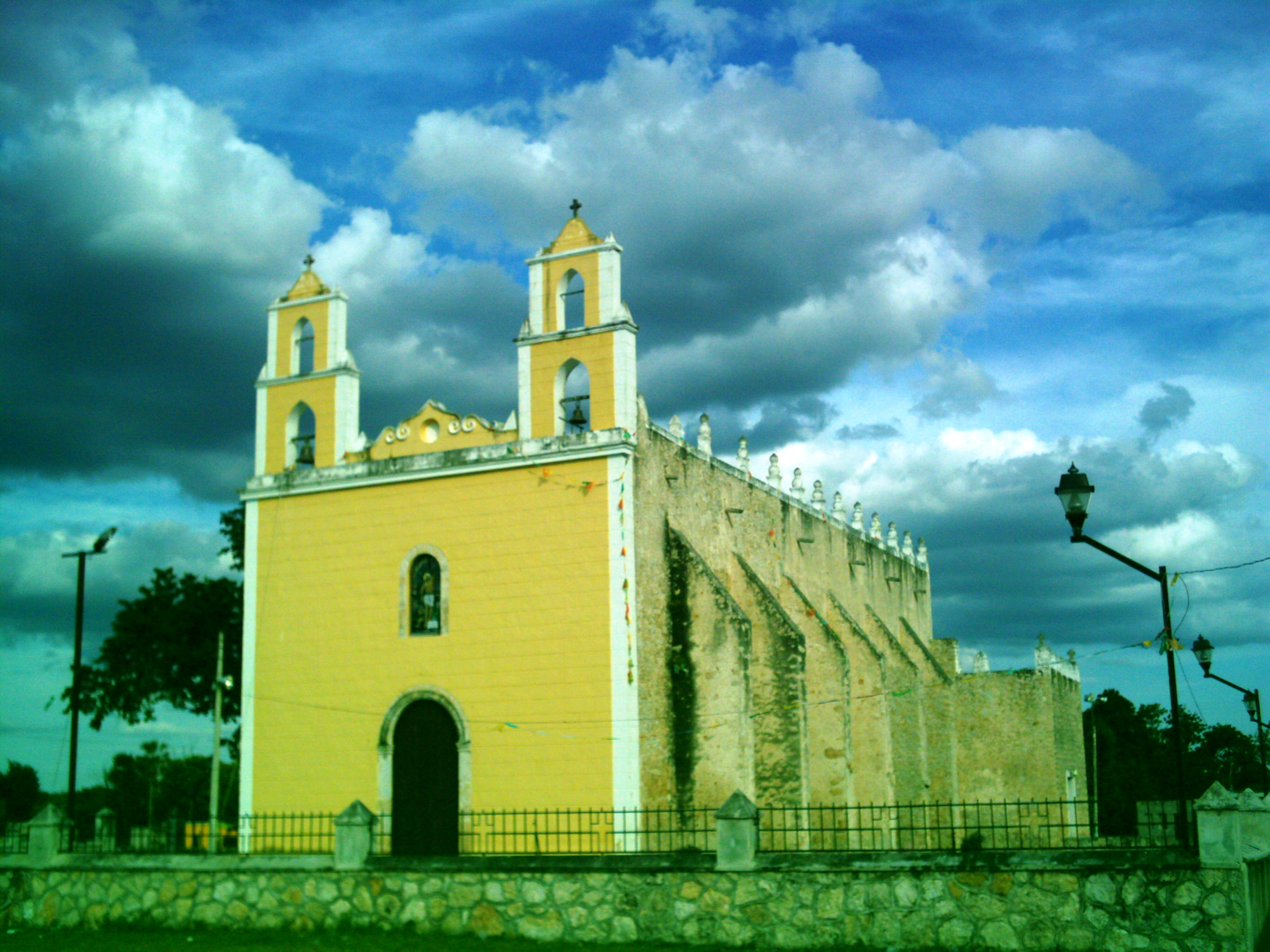
Iglesia de Nolo.

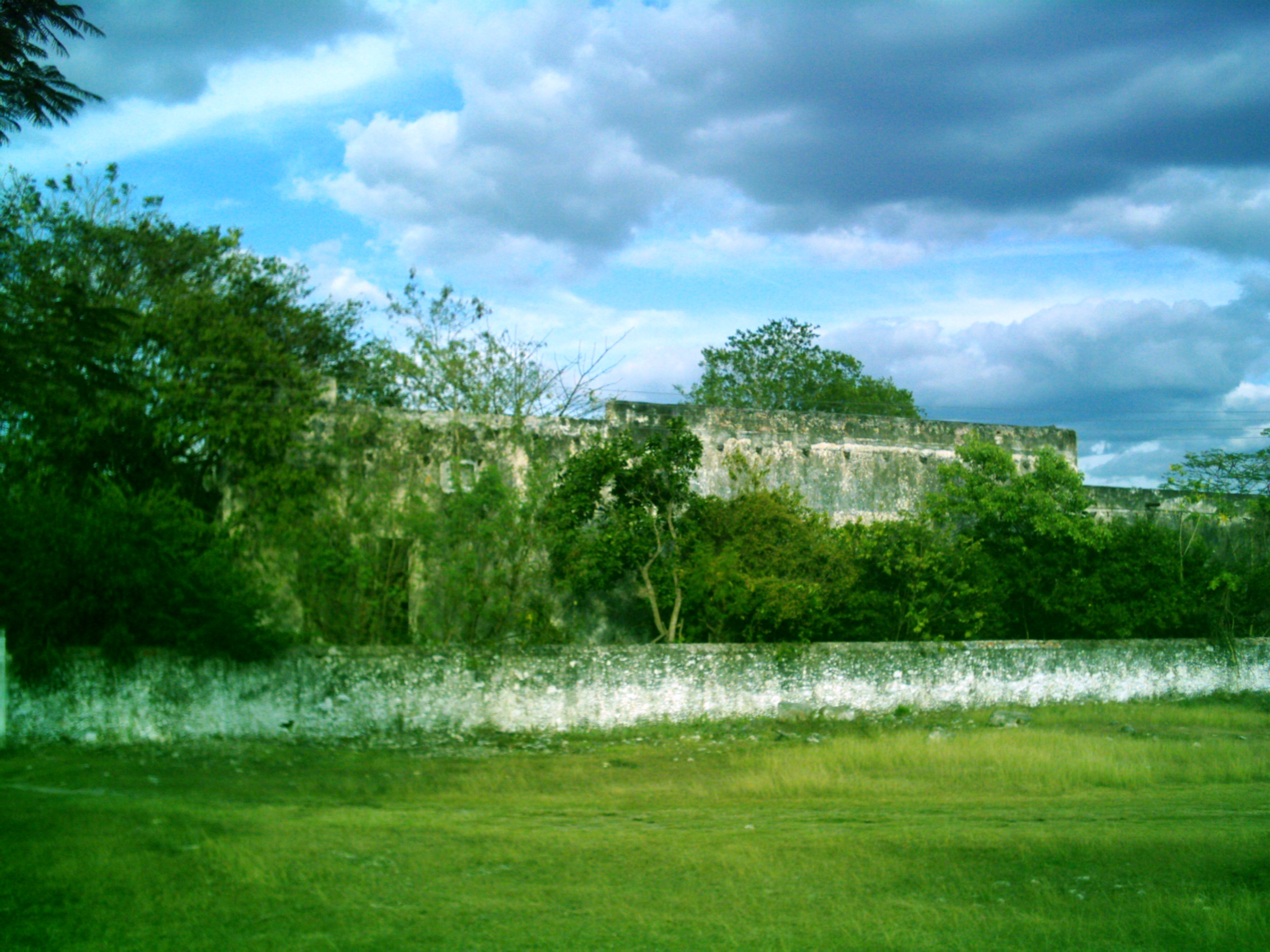
Hacienda de Santa Cruz.

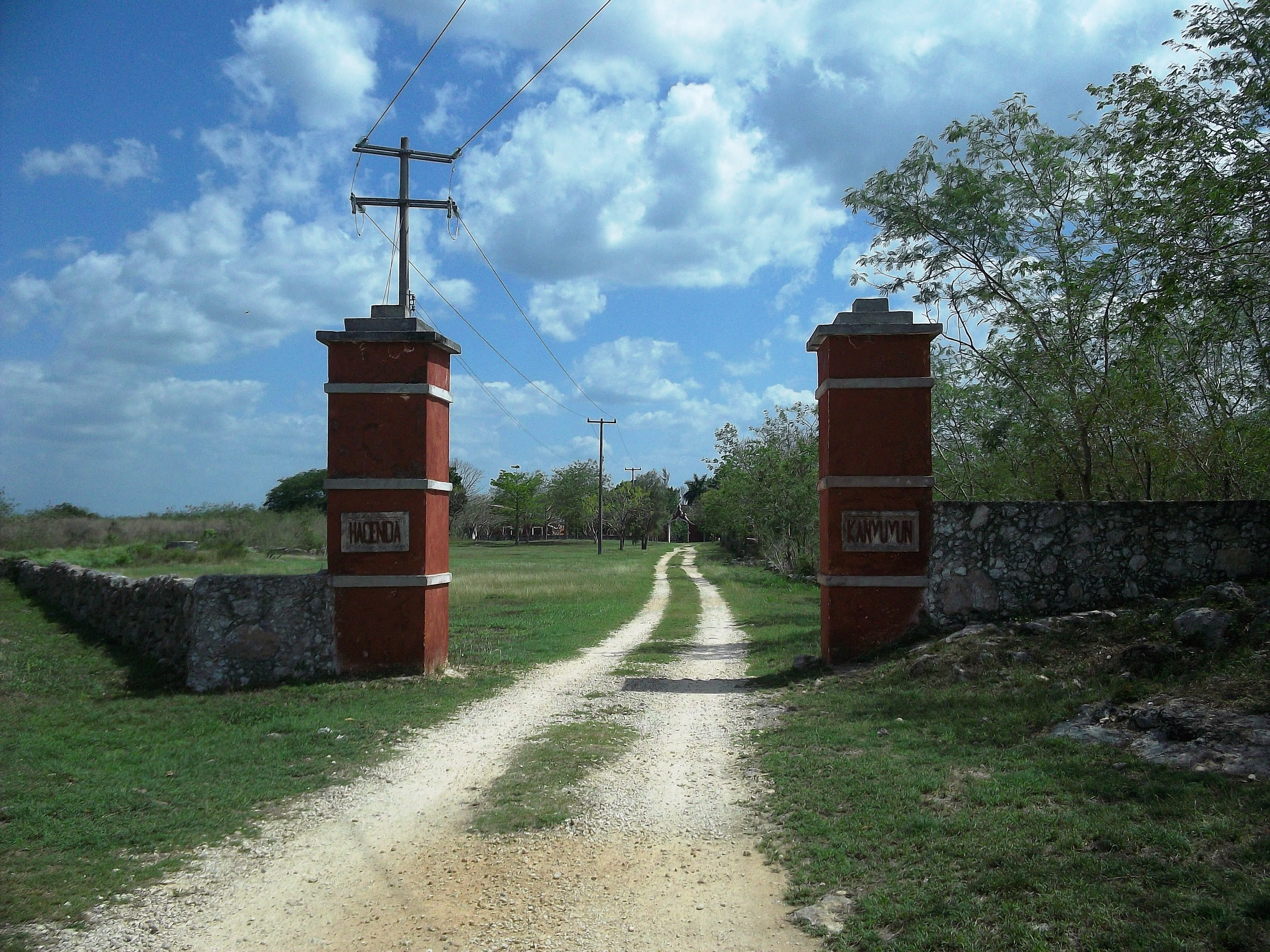
Hacienda de Kanyuyún.

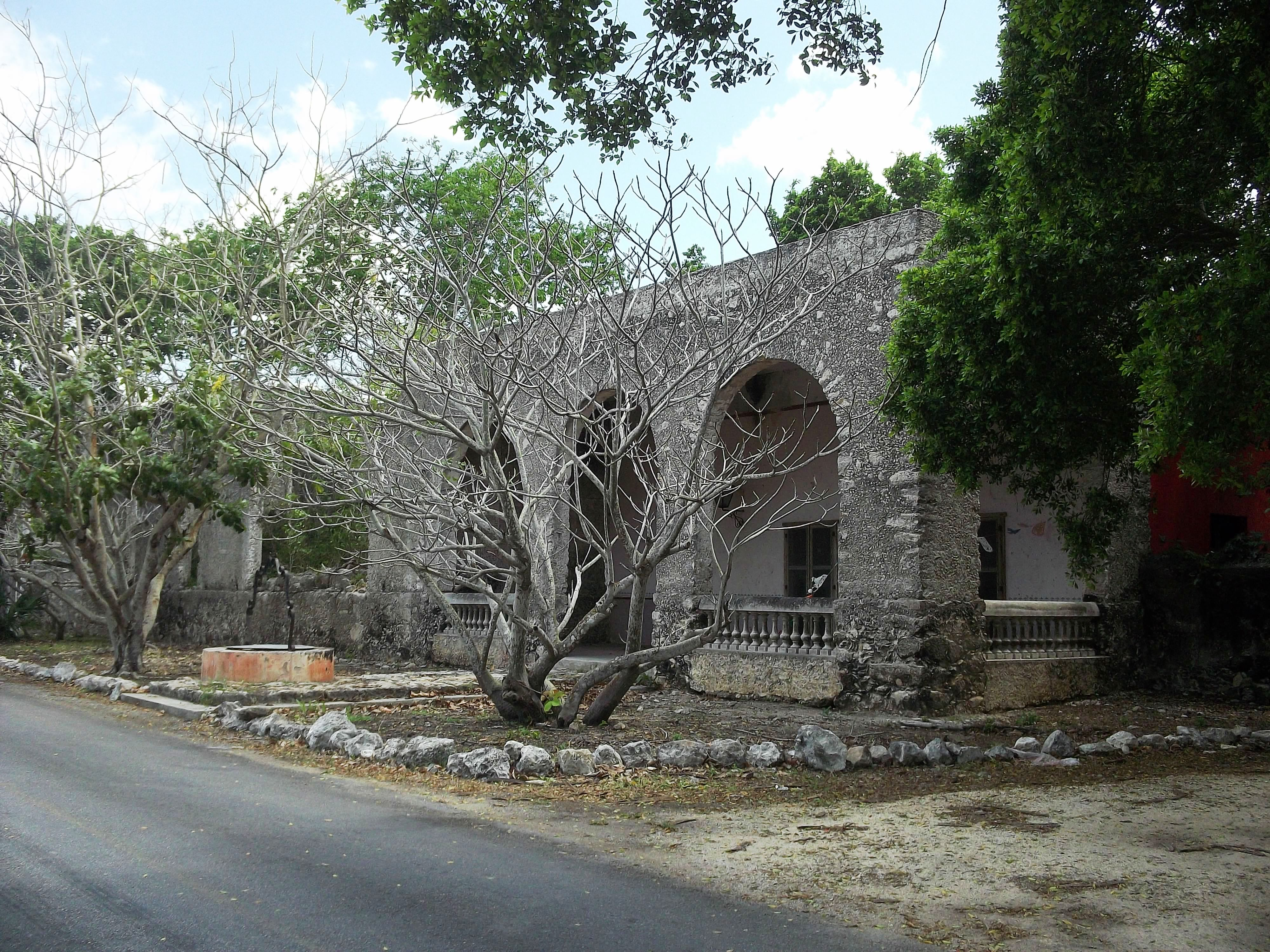
Hacienda de Kitinché.

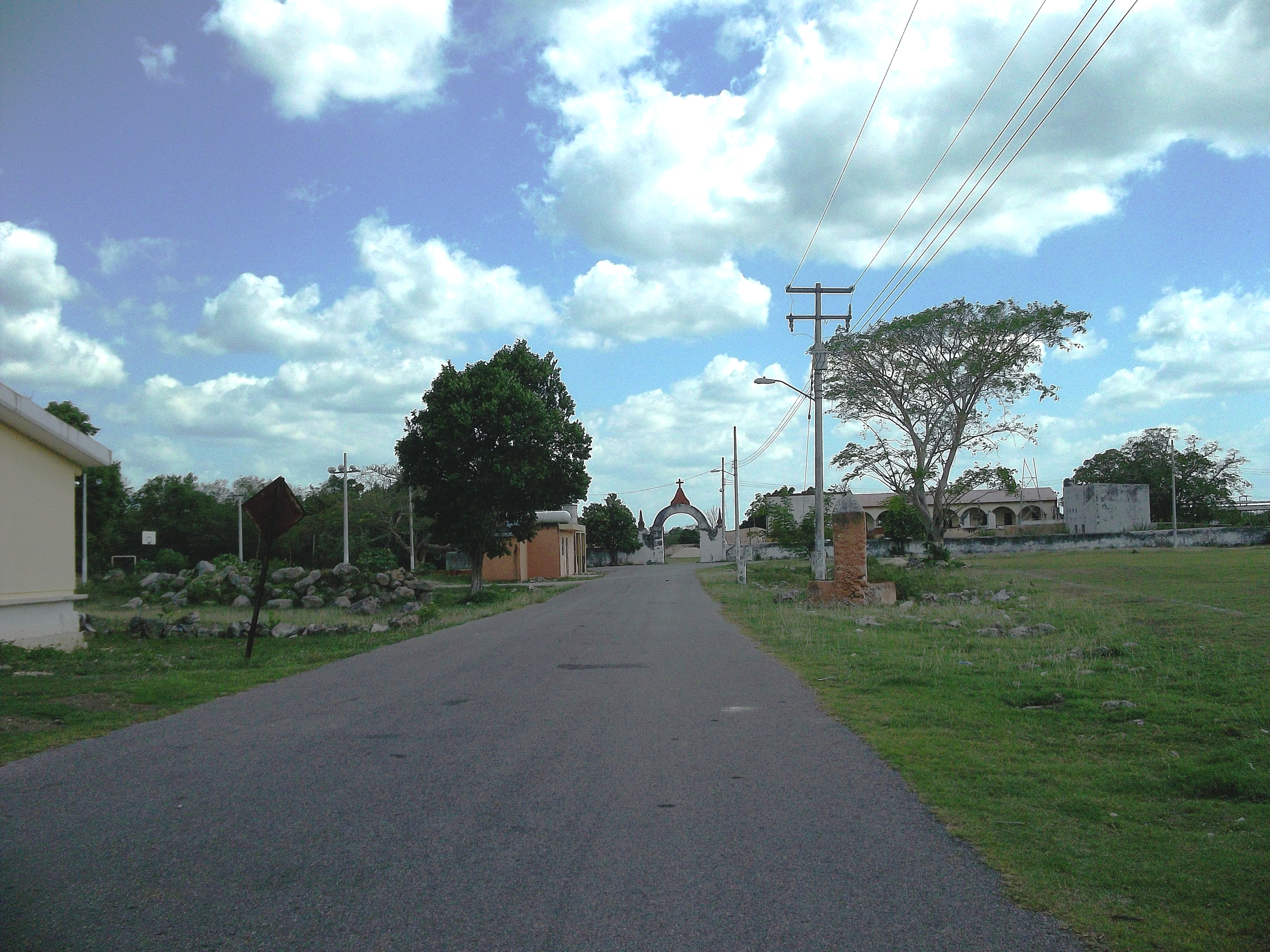
Hacienda de Hubilá.

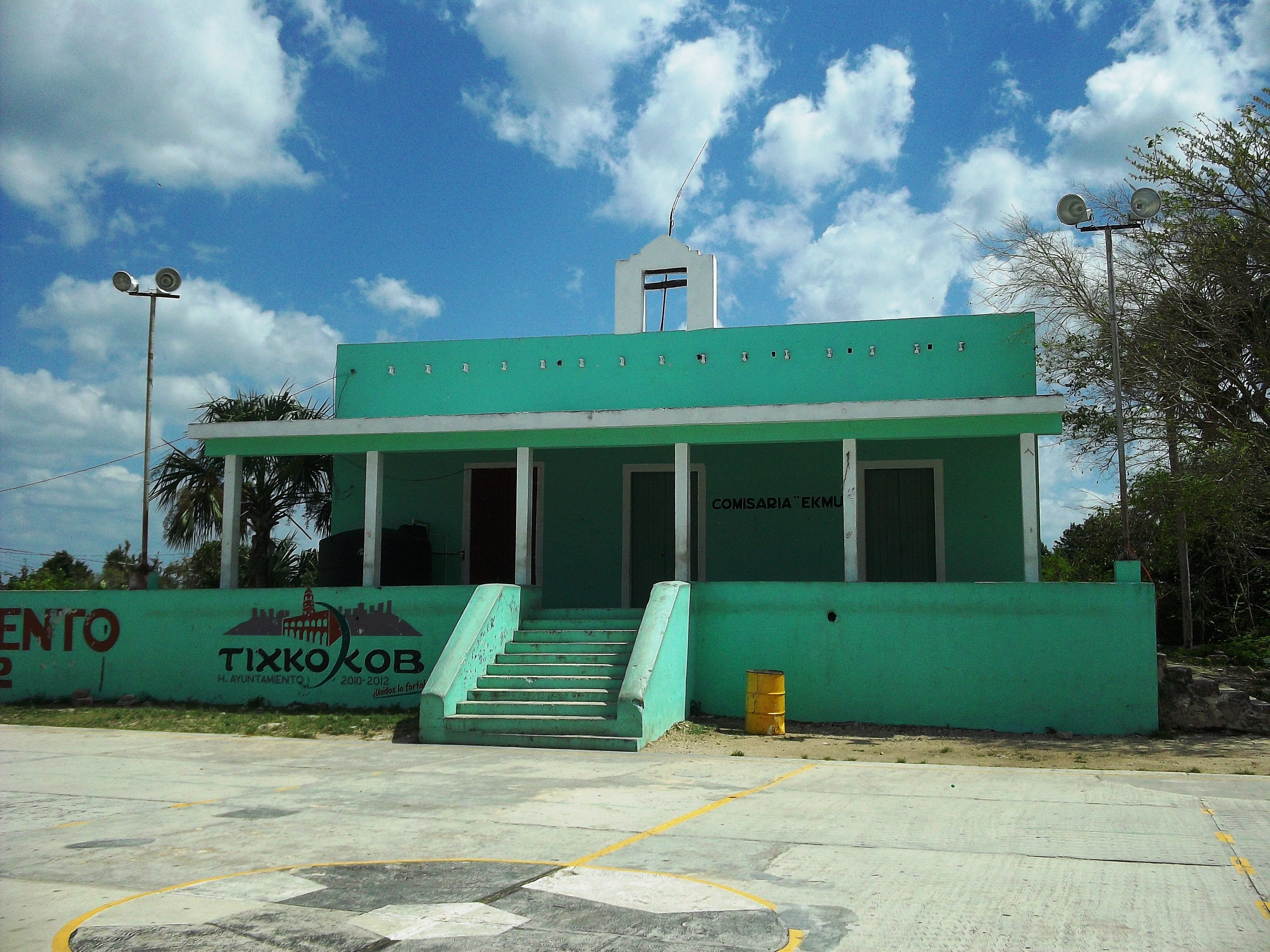
Casa comisarial de Ekmul.

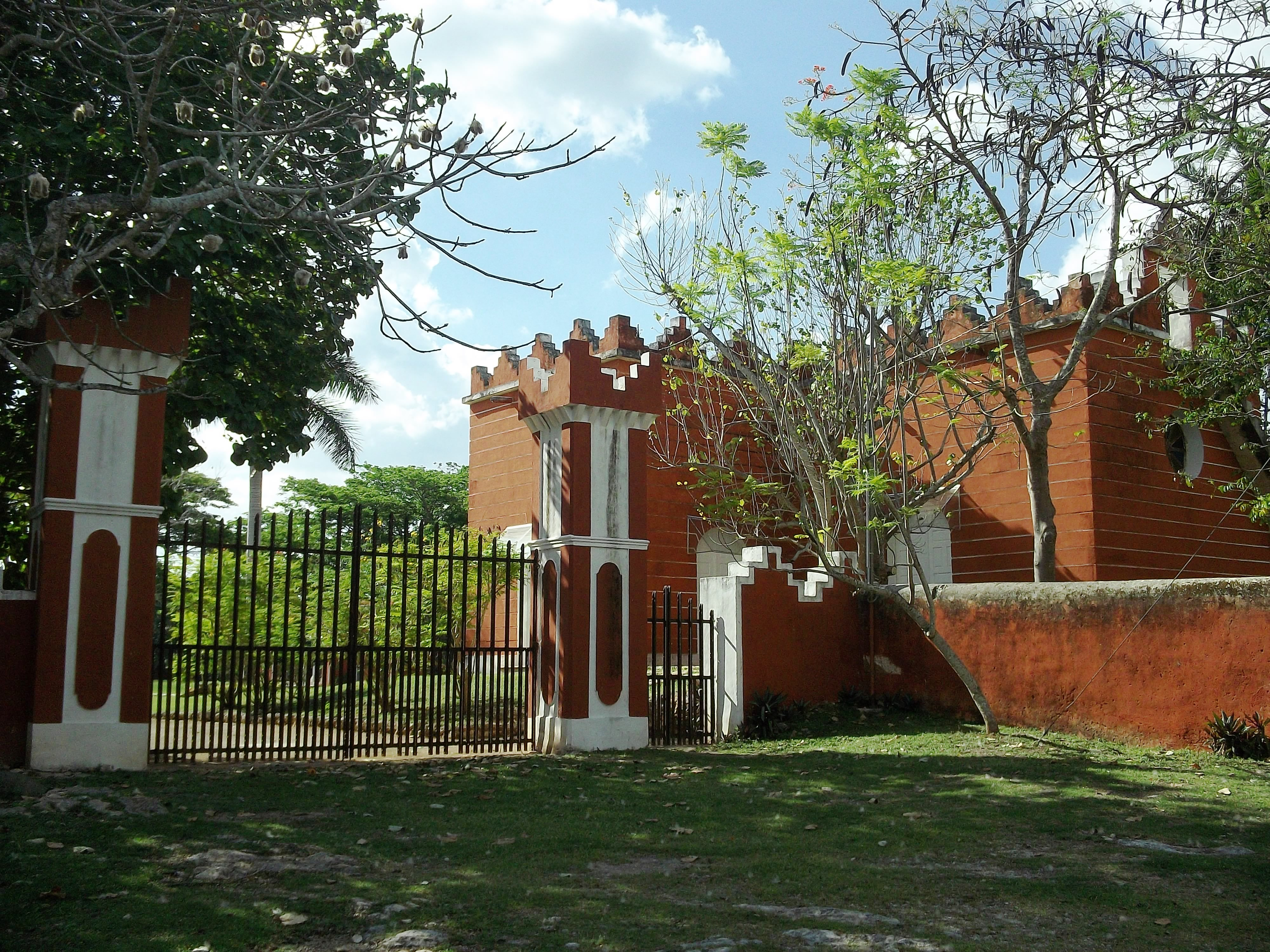
Hacienda de San Antonio Millet.

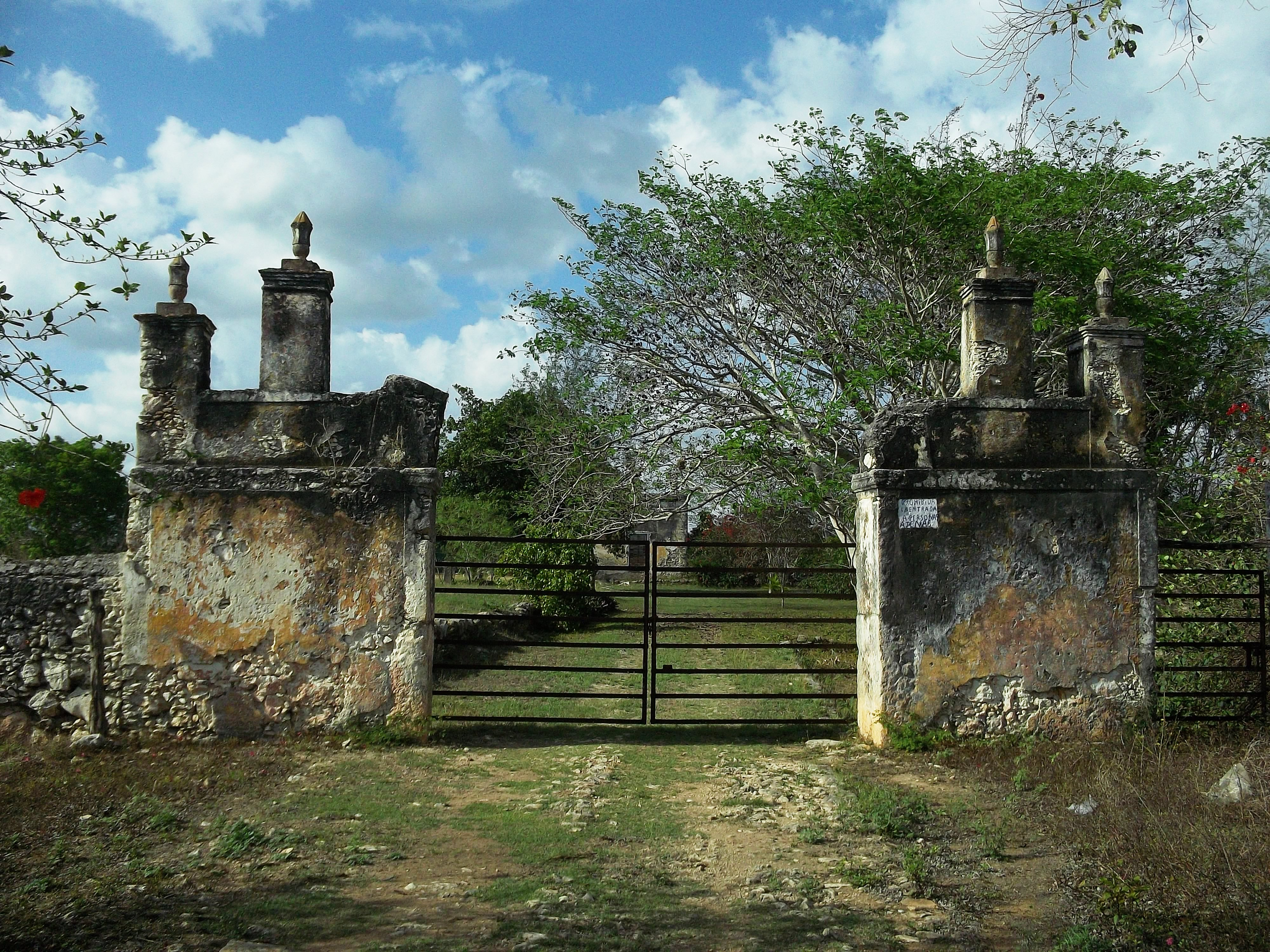
Hacienda Kankabchén.

El Municipio de Tixkokob es uno de los 106 municipios en que se encuentra dividido el estado mexicano de Yucatán. Localizado en centro norte del estado, fue creado en el año de 1918, habiendo recibido el nombre de su cabecera, el pueblo de Tixkokob.

## Toponimia
El nombre del municipio, Tixkokob, significa en lengua maya Lugar de la serpiente kokob o barba amarilla (Bothrops asper).

## Datos históricos
El territorio que actualmente ocupa Tixkokob, formó parte antes de la conquista de Yucatán del cacicazgo maya de los ceh pech.
No se conoce la fecha precisa de la fundación del pueblo, pero se sabe que ya durante la colonia, en 1549, en el lugar existió una encomienda a cargo del capitán Francisco de Montejo (el Mozo). 
Hernando Pech fue cacique de Tixkokob después de la llegada de los europeos. Fue sacrificado por los conquistadores al ser acusado de asistir a un sacrificio humano en Tehchamac, lugar situado en las cercanías de la localidad de Tixkokob.

## Geografía
Tixkokob tiene una extensión territorial de 159.67 kilómetros cuadrados, limita al norte con los municipios de Muxupip y Yaxkukul, al este con Cacalchén, al sur con Seyé y al oeste con Tixpéhual.

### Orografía e hidrografía
El territorio del municipio es completamente plano, como toda la Península de Yucatán, con una leve declinación hacia la costa, sin ninguna elevación de importancia.
No hay ninguna corriente de agua superficial en el territorio municipal, pero sí subterráneas, característica de toda la región, actualmente hay en Tixkokob un total de 25 cenotes conocidos, pero se considera que existe un número superior sin precisar, los principales cenotes son el Cenote Yaax-Ha y el Cenote Naj-Turix, este último ubicado en la zona urbana de la cabecera municipal, dentro de una casa particular.
Hidrológicamente el territorio, junto con la gran mayoría del estado, pertenece a la Región hidrológica Yucatán Norte y a la Cuenca Yucatán.

### Clima y ecosistemas
El territorio de Tixkokob es atravesado por dos bandas de climas definifidos en sentido longitudinal de este a oeste. La banda superior registra un clima Semiseco muy cálido y cálido y la banda inferior tiene un clima Cálido subhúmedo con lluvias en verano. La temperatura media anual es mayor a 26 °C, y la precipitación media anual es de 500 a 600 mm.
La vegetación del territorio es principalmente selva baja caducidófila, así como arbustos espinosos. La fauna está representada por serpientes, lagartijas, palomas y tzutzuyes.

## Demografía
Según el Conteo de Población y Vivienda de 2005 llevado a cabo por el Instituto Nacional de Estadística y Geografía, la totalidad de la población de Tixkokob es de 16 151 habitantes, 8023 son hombres y 8128 son mujeres; siendo por tanto el porcentaje de población masculina de 49.7 %, el 26.6 % de la población tiene menos de 15 años de edad y el 65.8 % se encuentra entre los 15 y los 64 años de edad, el 64.0 % de la población reside en localidades de más de 2500 habitantes, siendo únicamente una la que alcanza esta población, la cabecera municipal, Tixkokob; finalmente, el 19 % de la población de cinco años y más es hablante de una lengua indígena.

### Localidades
El municipio cuenta con un total de 14 localidades, las principales y sus poblaciones son las siguientes:
| Localidad          | Población |
| Total Municipio    | 16 151    |
| Tixkokob           | 10 338    |
| Ekmul              | 2168      |
| Nolo               | 1459      |
| Euán               | 1047      |
| San Antonio Millet | 670       |
| Aké                | 540       |
| Hubilá             | 255       |
| Kitinché           | 2         |

Dentro del municipio se encuentran los despoblados de Kanyuyún y Kanichén.

## Economía
Tixkokob es un municipio que, ubicado en la zona central norte del estado perteneció a la denominada zona henequenera de Yucatán porque sus tierras tienen la vocación agrícola para el cultivo del agave. Junto con los municipios circunvecinos se dedicó por muchos años hasta finales del siglo XX a la industria henequenera como principal actividad productiva.
Con la declinación de la agroindustria se dio en Tixkokob un proceso de diversificación de la actividad agrícola. Hoy en el territorio municipal se cultiva principalmente maíz, frijol y hortalizas. La sandía y algunas variedades de chiles también se cosechan en la región, así como algunos frutales.
Se da la cría de ganado bovino, así como la de ganado porcino y aves de corral.

## Política
El gobierno municipal está constituido en un ayuntamiento, que en el estado de Yucatán también recibe el nombre de comuna. Se integra por el presidente municipal y un total de cuatro regidores, todos los cuales son electos mediante voto universal directo y secreto para un periodo de tres años no reelegibles para el siguiente periodo, pero sí de manera no continua; todos entran a ejercer su cargo el día 1 de julio del año en que fueron elegidos.

### Representación legislativa
Para la elección de Diputados al Congreso de la Unión y al Congreso de Yucatán, el municipio se encuentra integrado en los siguientes distritos:
Local:
- XIV Distrito Electoral Local de Yucatán con cabecera en Tixkokob.[14]

Federal:
- II Distrito Electoral Federal de Yucatán con cabecera en Progreso.[15]